# Boninský příkop
Boninský příkop (japonsky 伊豆・小笠原海溝, Izu-Ogasawara kaikō, anglicky Izu-Bonin Trench či Izu-Ogasawara Trench) je hlubokomořský příkop v západní části Tichého oceánu. Leží zhruba 200 km východně od ostrovů Izu a 100 km od Boninských ostrovů (Ogasawara). Je 1050 km dlouhý. Na severu navazuje na Japonský příkop, na jihu na Marianský příkop. V prohlubni Ramapo dosahuje hloubky 10554 metrů.
V roce 2023 zde byla spatřena ryba z rodu Pseudoliparis v rekordní hloubce 8336 metrů.
Tichomořská deska se v Boninském příkopu podsunuje pod filipínskou desku. V severní části se nalézá pánev Bando.